# Masanori Sanada
Masanori Sanada (真田 雅則 Sanada Masanori?,  6 de marzo de 1968 en Shizuoka - 6 de septiembre de 2011 en Shizuoka) fue un futbolista japonés que se desempeñaba como guardameta.
Sanada fue elegido para integrar la selección nacional de Japón para los Copa Asiática 1988.

## Trayectoria

### Clubes
| Club               | País  | Año         |
| ------------------ | ----- | ----------- |
| All Nippon Airways | Japón | 1990 - 1992 |
| Shimizu S-Pulse    | Japón | 1992 - 2004 |